# 石川ふみよ
石川 ふみよ（いしかわ ふみよ、1960年 - ）は、日本の看護学者。上智大学総合人間科学部教授。修士（リハビリテーション）（筑波大学）。

## 経歴
弘前大学教育学部特別教科（看護）教員養成課程卒業。筑波大学大学院教育学研究科カウンセリング専攻修了。大阪大学大学院医学系研究科保健学専攻単位取得退学。東京都立保健科学大学保健科学部看護学科講師、茨城キリスト教大学看護学部准教授などを歴任。2009年に東京工科大学片柳研究所教授となり、2010年より東京工科大学医療保健学部教授に就任。専門分野は、成人看護学、リハビリテーション看護など。2014年より上智大学総合人間科学部看護学科教授に就任。

## 略歴
- 弘前大学教育学部特別教科（看護）教員養成課程卒業
- 筑波大学大学院教育学研究科カウンセリング専攻修了
- 大阪大学大学院医学研究科保健学専攻単位取得退学
- 2000年 東京都立保健科学大学講師
- 2001年 東京都立保健科学大学保健科学部看護学科講師
- 茨城キリスト教大学看護学部准教授
- 2009年 東京工科大学片柳研究所教授
- 2010年 東京工科大学医療保健学部教授
- 2014年 上智大学総合人間科学部看護学科教授

## 著書
- 『与薬と管理/静脈注入療法―ベッドサイドケア/必要物品/看護上の注意/合併症/記録』 (看護実践シリーズ 4)(共訳)、照林社、1994年7月、ISBN 4-7965-2104-6
- 『リハビリテーション看護』(Nursing selection 11 )(共監修)、学習研究社、2003年6月、ISBN 4-0515-2157-5
- 『ヘルスアセスメント』(成人看護学)(共編)、ヌーヴェルヒロカワ、2005年4月、ISBN 4-9020-8517-8
- 『リハビリテーション看護論』(成人看護学)(共編)、ヌーヴェルヒロカワ、2005年10月、ISBN 4-9020-8515-1
- 『リハビリテーション看護論 第2版』(成人看護学)(共編)、ヌーヴェルヒロカワ、2008年3月、ISBN 978-4-8404-2936-8
- 『リハビリテーション看護 ナーシンググラフィカEX 4』(ナーシング・グラフィカEX)(共編)、メディカ出版、2010年3月、ISBN 978-4-8404-2936-8